# The Sexuality of Bereavement
"The Sexuality of Bereavement" er en single af det britiske death/doom metal-band My Dying Bride, som blev udgivet i 1994. Singlen var dog kun mulig at anskaffe, hvis man var medlem af Peacevilles samlerklub, der siden hen gik i opløsning på grund af alt for få medlemmer. 
"The Sexuality of Bereavement" blev oprindeligt indspillet til albummet Turn Loose the Swans, men trods dette alligevel trukket fra sporlisten. I 1995 var sangen inkluderet på opsamlingsalbummet Trinity og i 2003 på genudgivelsen af Turn Loose the Swans.

## Sporliste
1. "The Sexuality of Bereavement" – 8:06
2. "The Crown of Sympathy" (Remix) – 7:08

## Musikere
- Aaron Stainthorpe – Vokal
- Andrew Craighan – Guitar
- Calvin Robertshaw – Guitar
- Adrian Jackson – Bas
- Martin Powell – Violin, keyboard
- Rick Miah – Trommer